# Rendőrakadémia 6. – Az ostromlott város
A Rendőrakadémia 6. – Az ostromlott város (eredeti cím: Police Academy 6: City Under Siege) 1989-ben bemutatott amerikai bűnügyi filmvígjáték, amely a Rendőrakadémia-sorozat hatodik része, és főképp Los Angelesben játszódik. Az élőszereplős játékfilm rendezője Peter Bonerz, producerei Paul Maslansky és Donald L. West. A forgatókönyvet Stephen Curwick írta, a zenéjét Robert Folk szerezte. A mozifilm gyártója és forgalmazója a Warner Bros. Pictures.
Amerikában 1989. március 10-én, Magyarországon 1991. június 14-én mutatták be a mozikban.

## Szereplők
| Szerep                              | Színész                       | Magyar hang            |
| ----------------------------------- | ----------------------------- | ---------------------- |
| Eric Lassard                        | George Gaynes                 | Horkai János           |
| Eugene Tackleberry                  | David Graf                    | Sinkovits-Vitay András |
| Larvell Jones                       | Michael Winslow               | Balázsi Gyula          |
| Debbie Callahan százados            | Leslie Easterbrook            | Menszátor Magdolna     |
| Laverne Hooks                       | Marion Ramsey                 | Spilák Klára           |
| Moses Hightower százados            | Bubba Smith                   | Ujlaki Dénes           |
| Nick Lassard őrmester               | Matt McCoy                    | Józsa Imre             |
| Thaddeus Harris                     | G. W. Bailey                  | Szersén Gyula          |
| Proctor hadnagy                     | Lance Kinsey                  | Jakab Csaba            |
| Henry Hurst rendőrparancsnok        | George R. Robertson           | Szokolay Ottó          |
| Ace                                 | Gerrit Graham                 | Mikula Sándor          |
| Douglas Fackler őrmester            | Bruce Mahler                  | Csonka András          |
| Polgármester                        | Kenneth Mars                  | Dobránszky Zoltán      |
| Flash                               | Brian Seeman                  | Faragó József          |
| Ox                                  | Darwyn Swalve                 | Hankó Attila           |
| Mr. Max Kirkland                    | Arthur Batanides              | Kisfalussy Bálint      |
| Mrs. Stanwyck                       | Billie Bird                   | Pásztor Erzsi          |
| Bankelnök                           | Beans Morocco                 | Pataky Imre            |
| Jól öltözött férfi                  | Alexander Folk                | Varga Tamás            |
| Festő a kapitányság folyosóján      | N/A                           | Varga Tamás            |
| Haverok                             | Michael Fosberg Fritz Bronner | N/A                    |
| Üzletemberek                        | Alan Hunter Mark J. Goodman   | Zalán János Bor Zoltán |
| Rappelők                            | Melle Mel Ralph Blandshaw     | N/A                    |
| Tackleberry, Jr.                    | Daniel Ben Wilson             | N/A                    |
| SWAT-osztag vezetője                | Greg Collins                  | N/A                    |
| Edző                                | Christopher Wolf              | N/A                    |
| Rendőr #1                           | Angelo Tiffe                  | Fekete Zoltán          |
| Bankpénztáros                       | Anna Mathias                  | Némedi Mari            |
| Fosztogató                          | Dennis Ott                    | N/A                    |
| Eladónő                             | Susan Hegarty                 | N/A                    |
| Boltvezető                          | Peter Elbling                 | N/A                    |
| Csaló                               | Gary Carlos Cervantes         | N/A                    |
| Siető férfi                         | Darryl Henriques              | Imre István            |
| Kislány                             | Allison Mack                  | Somlai Edina           |
| Edző                                | Michael Leopard               | N/A                    |
| Yuppie                              | Rusdi Lane                    | N/A                    |
| Sóhajtó rendőr                      | Peder Melhuse                 | N/A                    |
| Idős férfi                          | Kort Falkenberg               | N/A                    |
| Idős hölgy                          | Gerry Lock                    | N/A                    |
| Fénymásolós rendőr                  | Roger E. Reid                 | N/A                    |
| Biliárdozó                          | Lou Butera                    | N/A                    |
| Buszutas                            | Roberta Haynes                | N/A                    |
| Chilievő rendőr                     | Tom Lawrence                  | N/A                    |
| Telefonáló a kapitányság folyosóján | N/A                           | Czvetkó Sándor         |

## Televíziós megjelenések
HBO, TV3, RTL Klub, Film+, Cool, Prizma TV / RTL+, RTL II, Viasat 3, AXN, AXN Black, Viasat 6